# Fides Velasco
Fides Velasco Ibarra es una productora mexicana, conocida principalmente por sus telenovelas que se transmiten por TV Azteca.

## Biografía
Fides Velasco comenzó su trayectoria profesional como productora asociada de las telenovelas producidas por el productor mexicano Luis de Llano Macedo, entre las que se cuentan Agujetas de color de rosa en 1994 y Confidente de secundaria en 1996. Después ingresó a TV Azteca en 2001 con la telenovela Cuando seas mía.

## Trayectoria

### Productora ejecutiva
Telenovelas
- Nada personal (2017)
- Así en el barrio como en el cielo (2015)
- Vivir a destiempo (2013)
- Emperatriz (2011)
- Segunda parte de Vidas robadas (2010) (con Georgina Castro)
- Pobre diabla (2009/10)
- Secretos del alma (2008/09)
- Mirada de mujer, el regreso (2003/04) (con Elisa Salinas)
- Un nuevo amor (2003)
- La duda (2002/03)
- Por ti (2002) (con Rafael Gutiérrez)

Unitarios
- Un día cualquiera (2016)
- Noche eterna (2008)

### Productora asociada
- Cuando seas mía (2001/02)
- Confidente de secundaria (1996)
- Agujetas de color de rosa (1994/95)

### Productora general
- Caminos de Guanajuato (2015)
- Las Juanas (2004/05)